# Han Huandi
Han Huandi was keizer van China van 1 augustus 146 tot 25 januari 168, uit de Han-dynastie. Hij leefde van 132 tot 168. Zijn persoonlijke naam was Liu Zhi. Hij was een achterkleinzoon van Han Zhangdi.
Nadat Han Zhidi in 146 vergiftigd was door de machtige ambtenaar Liang Ji, haalde Liang Ji zijn zus, de regentes keizerin-weduwe Liang, over, om de veertien jaar oude Liu Zhi, die aan hun zus Liang Nuying was uitgehuwelijkt, tot keizer te kronen. Naarmate de jaren verstreken, raakte Huandi telkens geïrriteerder over Liang Ji's gewelddadige en autocratische bewind. Daarom besloot hij de Liang clan uit te roeien met de hulp van eunuchen. Huandi slaagde erin om Liang Ji uit de weg te ruimen in 159, maar dit vergrootte alleen de macht van eunuchen over het gehele bestuur. Corruptie bereikte tijdens Huandi's regering een hoogtepunt en in 166 kwamen een hoop studenten in opstand en riepen Huandi op alle corrupte ambtenaren te ontslaan. In plaats van hieraan gehoor te geven, liet Huandi alle betrokken studenten arresteren. Huandi wordt gezien als een keizer die misschien enige intelligentie had, maar die het aan wijsheid ontbrak om zijn rijk te regeren. Zijn regering werd daarom ook gekenmerkt door de neergang van de Oostelijke Han-dynastie. De Hou Hanshu (Geschiedenis van de Late Han) berichtte, dat een Romeins konvooi (mogelijk gestuurd door Marcus Aurelius), in 166 in de Chinese hoofdstad Luoyang aankwam en ontvangen werd door Huandi.
Huandi stierf in 168 na tweeëntwintig jaar geregeerd te hebben; hij was zesendertig.

## Familieachtergrond en troonsbestijging
Liu Zhi werd in 132 geboren, als zoon van Liu Yi, de Markies van Liwu, en diens concubine Yan Ming.
Liu Yi was de zoon van Liu Kai, de Prins van Hejian,(en zo een kleinzoon van Han Zhangdi), en hij werd uiteindelijk, als opvolger van zijn neef Liu Sheng, tot Prins van Pingyuan gemaakt, door keizerin-weduwe Deng Sui, de regentes voor Han Andi, die onder de indruk was van zijn capaciteiten. Dit leidde tot problemen toen keizerin-weduwe Deng nadacht over het vervangen van Andi, Prins Yi's neef, door Prins Yi. Na het overlijden van keizerin-weduwe Deng in 121 degradeerde Andi, die tegen hem een wrok had opgebouwd, hem tot de rang van Markies van Duxiang, en verbande hem naar zijn vaders prinsdom. Tijdens de regering van Han Shundi, vroeg en kreeg Liu Kai toestemming om een graafschap, Liwu, van zijn prinsdom aan zijn zoon te geven. Zo werd Liu Yi de Markies van Liwu.
In 146 had Liu Zhi zijn vaders titel overgenomen en was hij uitgehuwelijkt aan Liang Nuying, de zus van keizerin-weduwe Liang Na, en haar broer de gewelddadige en corrupte grootmaarschalk, Liang Ji. In 148 had Liang Ji erge wrok opgebouwd tegen de achtjarige Han Zhidi, omdat die hem een arrogante generaal had genoemd, en hij vergiftigde hem. Als opvolger verkozen de ambtenaren Zhidi's neef Liu Suan, de Prins van Qinghe, een gerespecteerde en intelligente man. Liu Suans leeftijd is niet bekend, maar hij was waarschijnlijk volwassen. Liang Ji echter wilde de macht behouden en koos daarom Prins Zhi als opvolger, omdat hij redelijk jong was en getrouwd met zijn zus en daarom gemakkelijk te controleren. Markis Zhi besteeg later dat jaar de troon als keizer Huan, postuum Han Huandi genoemd.

## Vroege regering: in Liang Ji's schaduw
Na Huandi's troonsbestijging, op veertienjarige leeftijd, bleef keizerin-weduwe Liang regeren als regent. Echter, haar broer Liang Ji kreeg meer en meer macht, zelfs over de keizerin-weduwe. Huandi eerde zijn vader en grootvader postuum als keizer, maar omdat keizerin-weduwe Liang regent was, eerde hij zijn moeder alleen als keizerlijke consorte. Zijn vaders vrouw Dame Ma werd later, in 148, ook vereerd met de titel van keizerlijke consorte. In 147 trouwde hij met keizerin-weduwe Liang en Liang Ji's zus, Liang Nuying, en hij maakte haar tot keizerin. Hoewel de Liangs de macht hadden, bleek Huandi niet alleen maar een pion te zijn, maar in plaats daarvan vertrouwde hij bij het nemen van beslissingen op de eunuchen, hetgeen een slecht voorteken was van wat nog zou volgen.
Later in 147, beschuldigde Liang Ji, in samenwerking met de eunuchen Tang Heng en Zuo Guan, maar met Huandi's duidelijke instemming, de eerlijke ambtenaren Li Gu en Du Qiao ten onrechte van een samenzwering om Huandi van de troon te stoten en te vervangen door Prins Suan. Li en Du werden geëxecuteerd, terwijl Prins Suan gedegradeerd werd tot Markies en zelfmoord pleegde.
In 150 maakte keizerin-weduwe Liang bekend, dat ze met pensioen ging en de keizerlijke macht overdroeg aan Huandi. Later dat jaar stierf ze. Huandi vereerde nu ook zijn moeder als keizerin-weduwe. Haar broer Liang Ji bleef echter zeer machtig, misschien zelfs machtiger nu zijn zus zijn macht niet kon inperken. Hij werd zelfs nog gewelddadiger en corrupter en schakelde alle oppositie uit met doodsbedreigingen. Hij zette zelfs zijn beleefde en vredelievende broer Liang Buyi uit de regering.
In 152 stierf keizerin-weduwe Yan. Omdat Huandi de troon via een zijlijn had geërfd, was hij  door de traditie niet de aangewezen persoon de rouwplechtigheden te leiden. In zijn plaats vervulde zijn broer Liu Shi, de Prins van Pingyuan, hierbij de hoofdrol.
In 153 vond de eerste confrontatie tussen een ambtenaar en een machtige eunuch plaats. Dit wierp een schaduw vooruit van de vele conflicten die nog zouden volgen. Zhu Mu, de gouverneur van de provincie Ji had ontdekt dat de vader van de machtige eunuch Zhao Zhong was begraven in een vest van jade, een eer die was voorbehouden aan keizerlijke prinsen, en hij gelastte een onderzoek. Zhao's vader werd opgegraven en het jade vest uitgetrokken een daad die Zhao en Huandi woedend maakte. Zhu werd niet alleen van zijn positie verwijderd, maar hij werd ook veroordeeld tot dwangarbeid.

## Staatsgreep tegen Liang Ji
In de daaropvolgende jaren werd Huandi in toenemende mate geïrriteerd door Liang Ji's invloed op de regering en ook werd hij boos door het gedrag van keizerin Liang. Vanwege haar positie als keizerin-weduwe en als zus van Liang Ji, was de keizerin verspillend door haar zeer luxueuze levensstijl, veel erger dan vorige keizerinnen en ze was heel erg jaloers. Ze had geen zoon en omdat ze niet wilde dat andere keizerlijke concubines zonen hadden, vond ze altijd wel een of andere manier om ze te vermoorden, als ze zwanger waren. Huandi durfde hier niets tegen te doen, uit angst voor Liang Ji's grote macht, maar hij had zelden seksueel contact met haar. In 159, stierf keizerin Liang van woede en depressiviteit, omdat ze de liefde van haar man had verloren.
Dit zou een reeks gebeurtenissen tot gevolg hebben, die zouden leiden tot de ondergang van Liang Ji later dat jaar. Om Huandi verder te kunnen controleren, had Liang de beeldschone nicht van zijn vrouw, de stiefdochter van haar oom Liang Ji, als zijn eigen dochter geadopteerd en haar familienaam veranderd in Liang. Hij en Sun gaven Liang Mengnü aan Huandi als hofdame en na keizerin Liangs overlijden hoopten ze dat ze uiteindelijk tot keizerin zou worden gemaakt. Om haar helemaal te controleren plande Liang Ji om haar moeder, Vrouwe Xuan, te vermoorden en hij stuurde moordenaars op haar af, maar de machtige eunuch Yuan She, een buurman van Vrouwe Xuan, ontdekte de moordenaars.
Vrouwe Xuan meldde de moordaanslag aan Huandi, die er erg boos over was. Hij zette een samenzwering op met de eunuchen Tang Heng, Zuo Guan, Dan Chao, Xu Huang en Ju Yuan om Liang van de troon te stoten, een eed zwerend door Dans arm open te bijten en te zweren bij diens bloed. Liang Ji  had wel vermoedens over wat Huandi en de eunuchen van plan waren en liet een onderzoek doen. De vijf eunuchen reageerden snel. Ze lieten Huandi in het openbaar aankondigen dat hij Liang Ji's macht zou verminderen en mobiliseerden de keizerlijke wachters om het paleis te verdedigen tegen een tegenaanval van Liang. Ze omsingelden Liangs huis en dwongen hem zich over te geven. Liang en Sun waren niet in staat hierop te reageren en pleegden zelfmoord.  De hele Liang en Sun clans , behalve Liang Ji's broers die al eerder waren gestorven, werden gearresteerd en uitgemoord. Een groot aantal ambtenaren werd geëxecuteerd of afgezet vanwege nauwe banden met Liang, zoveel dat de regering een hele tijd bijna niet meer kon functioneren. Liang en Suns bezittingen werden geconfisqueerd door de keizerlijke schatkist, waardoor de belastingen 50 % verlaagd konden worden gedurende een heel jaar. De burgers vierden verheugd Liang Ji's dood. Ze wisten op dat moment niet, dat dit geen verbetering zou zijn van de politieke situatie.

## Late regering: macht aan de eunuchen
Na Liang Ji's overlijden maakte Huandi Liang Mengnü keizerin, maar hij had een hekel aan haar familienaam en gaf haar daarom opdracht de familienaam Bo aan te nemen. Later ontdekte hij, dat haar oorspronkelijke familienaam Deng was en daarom liet hij deze herstellen.
De burgers hadden grote verwachtingen van Huandi's bestuur na het overlijden van Liang Ji. Maar omdat Huandi met hulp van vijf eunuchen Liang Ji van de troon had kunnen stoten, gaf hij hen veel beloningen en maakte hen en verschillende andere eunuchen die deelgenomen hadden aan de staatsgreep markies en gaf ze regeringsposten die heel veel macht gaven. Vervolgens hielden de vijf eunuch-markiezen zich openlijk bezig met corrupte praktijken en werden extreem rijk met goedkeuring van Huandi. Een lied dat geschreven werd over de vier overgebleven eunuch-markiezen, na Dans overlijden, beschreef hen als volgt:
Zuo kan een besluit van de hemel terugdraaien. Het luieren van Ju kent zijn gelijke niet. Xu is een leugenachtige wolf. Tangs macht is even veelvoorkomend als de vallende regen.
Huanid zelf was ook corrupt en niet genegen enige kritiek te accepteren. In 159, toen de eerlijke magistraat Li Yun hem een verzoekschrift voorlegde dat erop aandrong de macht van de eunuchen in te perken, was Huandi diep beledigd dat er ook in stond " is de keizer blind aan het worden?". Ondanks tussenkomst van een aantal ambtenaren en zelfs van enkele rechtvaardige eunuchen liet hij Li en zijn vriend Du Zhong beide executeren.
In 161, blijkbaar als reactie op uitgaven ten gevolge van hernieuwde Qiang opstanden en nieuwe boerenopstanden, liet Huandi een schrijven uitgaan waarin hij minder belangrijke ambten te koop aanbood, inclusief posities van keizerlijke wachters. Deze praktijk zette een slechte ontwikkeling in gang en werd zelfs nog meer voorkomend en problematisch onder Huandi's opvolger keizer Ling, postuum Han Lingdi genoemd. Ofschoon Huandi een goede neus had voor het vinden van goede generaals om opstanden neer te slaan en opstandelingen over te halen zich over te geven, zou de welig tierende corruptie steeds nieuwe opstanden veroorzaken zodra de oude bedwongen waren.
In 165, misschien omdat hij eindelijk genoeg had van de uitspattingen van de eunuchen, degradeerde Huandi de enige overgeblevene van de vijf: Ju. Verschillende andere corrupte eunuchen werden ook gedegradeerd of afgezet. Vlak daarna, echter, werd de macht van de eunuchen weer hersteld. Gedurende de rest van Huandi's heerschappij, zou er een terugkerend patroon zijn van op en neer gaan van de macht van de eunuchen na conflicten met ambtenaren, maar onuitroeibaar kwamen de eunuchen steeds terug en werden dan machtiger dan voorheen.
Later dat jaar, blijkbaar moe en ziek van haar bekvechten met zijn favoriete concubine, Consorte Guo, onttroonde Huandi keizerin Deng en zette haar in de gevangenis. Ze stierf van woede en verschillende familieleden van haar werden geëxecuteerd. Huandi wilde een andere concubine, Tian Sheng, tot keizerin kronen, maar ambtenaren waren hiertegen, omdat ze van lage afkomst was en zij gaven als advies om Consorte Dou Miao tot keizerin te maken, de dochter van Dou Wu, een Confuciaanse geleerde en afstammeling van Dou Rong, die veel had bijgedragen aan het vestigen van de Oostelijke Han Dynastie. Hoewel hij niet dol was op Consorte Dou, zwichtte Huandi voor de druk en maakte haar keizerin.
In 166, ontwikkelde een grote openbare confrontatie tussen universitaire studenten en eunuchen zich tot een belangrijke kwestie. Gouverneur Li Ying van de hoofdprovincie, het huidige westerse Henan en centrale Shaanxi, had een waarzegger, genaamd Zhang Cheng gearresteerd en geëxecuteerd, die zijn zoon een man had laten vermoorden, door te voorspellen dat er een algemene amnestie zou komen.  Li werd gearresteerd en zo'n 200 universitaire studenten tekenden een petitie, waarin verzocht werd om zijn vrijlating. Dit maakte Huandi des te kwader en hij liet de universitaire studenten arresteren. Pas na een jaar en na tussenkomst van Dou Wu werden Li en de studenten vrijgelaten, maar allemaal werden ze beroofd van hun burgerrechten. Deze gebeurtenis werd later bekend als de eerste van de Rampzalige Partizaanse Beroepsverboden.
In 168 stierf Huandi zonder zoon. Keizerin Dou, liet onmiddellijk Consorte Tian ter dood brengen, uit jaloezie op Huandi's voorkeur voor haar.  Ze deed een rondvraag bij de leden van de keizerlijke clan en besloot de elfjarige Liu Hong, Markies van Jieduting de troon te laten bestijgen als keizer Ling, postuum bekend als Han Lingdi.

## Namen van tijdperken
- Jianhe   147-149
- Heping   150
- Yuanjia  151-153
- Yongxing 153-154
- Yongshou 155-158
- Yanxi    158-167
- Yongkang 167

## Persoonlijke informatie
- Vader
  - Liu Yi, markies van Liwu, zoon van Liu Kai, Prins Xiao van Hejian, zoon van Han Zhangdi
- Moeder
  - Yan Ming, Markies Yi's concubine
- Vrouwen
  - Keizerin Liang Nüying (vanaf 147, stierf in 159), zuster van keizerin Liang Na en Liang Ji
  - Keizerin Deng Mengnü (vanaf 159, afgezet en gestorven in 165)
  - Keizerin Dou Miao (vanaf 165, stierf in 172)
- Belangrijke concubines
  - Consorte Guo
  - Consorte Tian Sheng (vermoord door keizerin Dou in 168)
  - Consorte Feng
- Kinderen
  - Liu Hua, Prinses Yang'an (vanaf 158)
  - Liu Jian, Prinses Yingyin (vanaf 164)
  - Liu Xiu, Prinses Yanzhai (vanaf 166)